# Mark Rothko

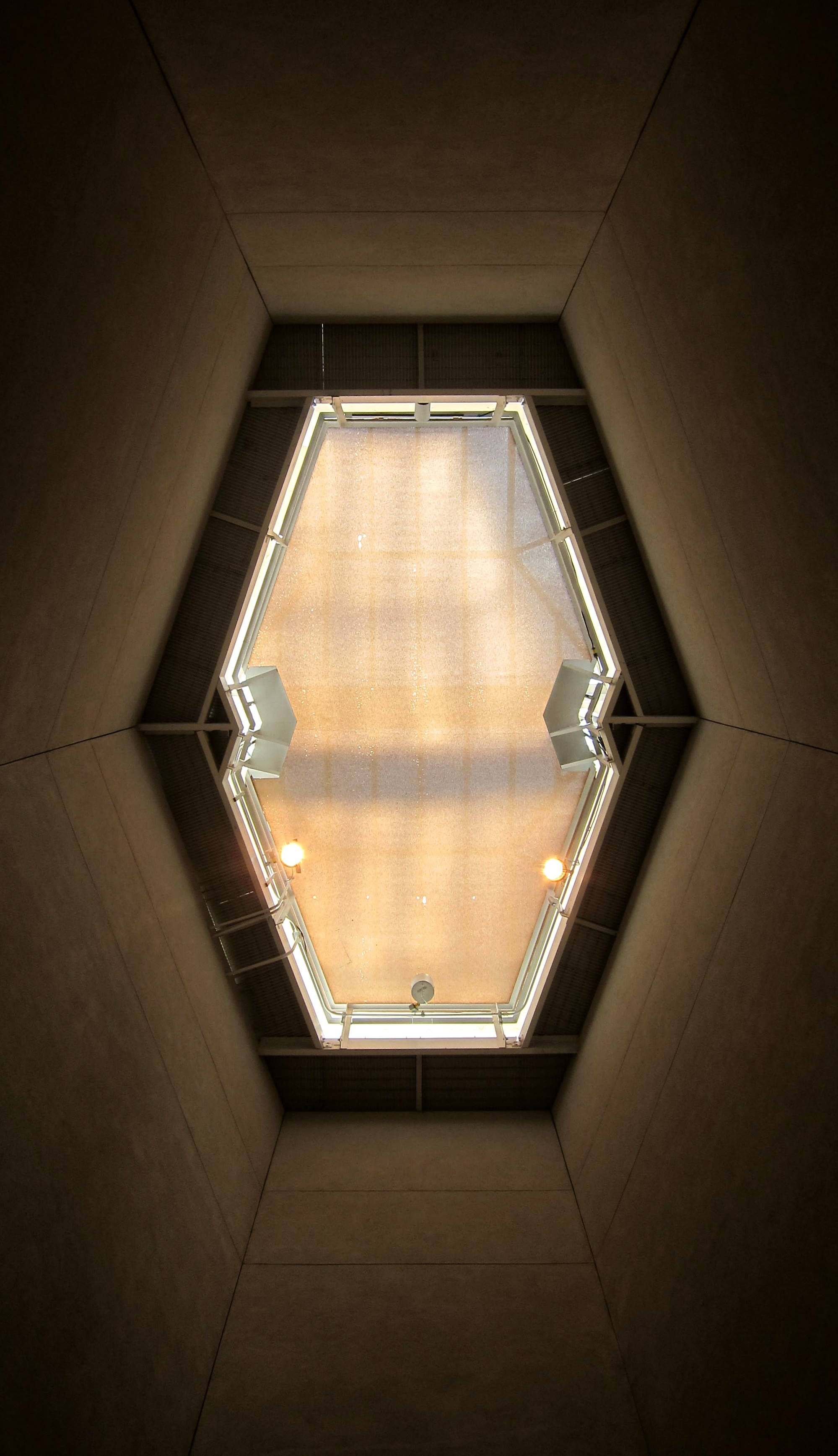
In the Tower, 1964, National Gallery i Washington D.C.

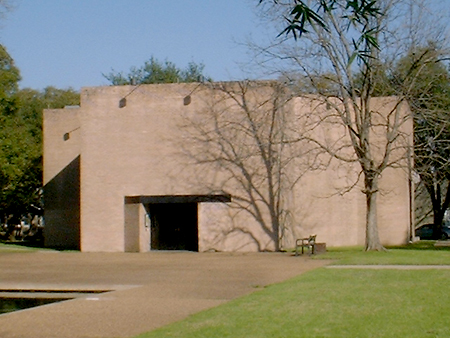
Rothko Chapel i Houston.

Mark Rothko (/ˈrɒθkoʊ/), ursprungligen Markus Yakovlevich Rothkowitz, född 25 september 1903 i Dvinsk i Kejsardömet Ryssland (nuvarande Daugavpils i Lettland), död 25 februari 1970 i New York i USA (självmord), var en lettisk-amerikansk målare av judisk härkomst. Han räknas som en ledande gestalt inom den abstrakta expressionismen.

## Biografi
Mark Rothko kom med sin mor 1913 från nuvarande Lettland till USA. Han studerade måleri för Max Weber. Han var även verksam vid WPA Art Project 1936–1937 och grundade en konstskola 1948 tillsammans med William Baziotes, Robert Motherwell och Barnett Newman i New York.
Mark Rothko var ursprungligen påverkad av den frihet i uttrycket som han fann hos Miró, Ernst och de amerikanska surrealisterna, men hans mogna verk växte fram i form av enkla, abstrakta bilder eller symboler uppbyggda av färg, linje och form: flytande vågräta rektanglar med suddiga konturer och en bakgrundsfärg som subtilt och dramatiskt förhåller sig till rektanglarnas färg, till exempel Number 2 1962.
Jämte Clyfford Still, Barnett Newman och Ad Reinhardt utvecklade Mark Rothko en icke-geometrisk, ren och enkel stil med ett starkt, stämningsmättat uttryck.
Mark Rothko led under lång tid av depression och i februari 1970 begick han självmord i sin ateljé i New York.

## Citat
"En målares verk utvecklas mot allt större klarhet, till ett undanröjande av alla hinder som står mellan målaren och idén, och mellan idén och betraktaren. Att uppnå denna klarhet är att bli förstådd."

## Rothko Chapel
Rothko-kapellet ligger i anslutning till Menil Collection i Houston i Texas och är en liten och fönsterlös byggnad. Detta kapell, Menil Collection samt den närbelägna Cy Twombly-hallen finansierades av oljemiljonärerna John och Dominique de Menil.
Mark Rothko deltog själv i utformningen av kapellet. Uppdraget att rita kapellet hade ursprungligen gått till Philip Johnson, men efter oenighet mellan honom och Mark Rothko övergick det till Howard Barnstone och Eugene Aubry. För Mark Rothko var kapellet avsett som mål för en pilgrimsfärd från konstvärldens centrum, det vill säga New York, för personer som ville beskåda Mark Rothkos nyare "religiösa" konstverk.
Kapellet är inte bundet till någon specifik konfession, men dess utformning är inspirerad av katolsk konst och arkitektur. Det är åttkantigt efter den bysantinska kyrkan Santa Maria Assunta på Torcello i Venedig, och triptykformatet är baserat på altartavlor om Kristi korsfästelse.
Mark Rothko arbetade med kapellet under sex år. Det innehåller 14 för detta ändamål avsedda målningar. Av verken är ett en monokrom triptyk i en mjuk brun färgnyans, två triptyker med svarta rektanglar samt fem enskilda målningar. Dessa målningar blev de sista som Mark Rothko utförde och premiärvisades vid invigningen av kapellet i februari 1971, ett år efter konstnärens självmord.

## Mark Rothko och konstmarknaden
Mark Rothkos konst betingar numera höga priser på konstmarknaden. Hans Orange, red, yellow från 1961 klubbades i maj 2012 för nästan 600 miljoner kronor (86,9 miljoner amerikanska dollar) vid en auktion på Christie's i New York. Denna abstrakta målning har tre horisontella färgfält av ökad storlek uppifrån och ner. På en bakgrund av svalt rött laverat på ljust underlag, domineras kompositionen av två fält i orange, balanserade av ett översta tunt gult fält. Två år senare köptes No. 6 (Violet, Green and Red) av den ryske magnaten Dmitrij Rybovlev, till ett nytt rekordpris på 186 miljoner dollar.